# Miecz nieśmiertelnego
Miecz nieśmiertelnego (jap. 無限の住人 Mugen no jūnin) – manga autorstwa Hiroakiego Samury. Akcja mangi osadzona jest w alternatywnej osiemnastowiecznej Japonii; przedstawia losy przeklętego samuraja Manji, który musi zabić tysiąc złych ludzi, aby odzyskać swoją śmiertelność.
Rozdziały mangi publikowane były w magazynie Afternoon od 25 czerwca 1993 roku do 25 grudnia 2012 roku. W 2008 roku miało swoją premierę anime, będące adaptacją komiksu. Zostało wyprodukowane przez Bee Train oraz Production I.G. 18 lipca 2008 roku ukazała się powieść Mugen no jūnin: Ha-jū ibun (jap. 無限の住人　刃獣異聞). Filmowa adaptacja live action miała swoją premierę 29 kwietnia 2017 roku.

## Bohaterowie
Manji (jap. 卍)
Seiyū: Tomokazu Seki 
Rin Asano (jap. 浅野凛 Asano Rin)
Seiyū: Rina Satō 
Araya Kawakami (jap. 川上新夜 Kawakami Araya)
Seiyū: Daisuke Namikawa 
Kagehisa Anotsu (jap. 天津影久 Anotsu Kagehisa)
Seiyū: Hirofumi Nojima 
Eiku Shizuma (jap. 閑馬永空 Shizuma Eiku)
Seiyū: Katsuyuki Konishi 
Taito Magatsu (jap. 凶戴斗 Magatsu Taito)
Seiyū: Kazuya Nakai 
Makie Otono-Tachibana (jap. 乙橘槇絵 Otono-Tachibana Makie)
Seiyū: Mamiko Noto 
Hyakurin (jap. 百琳)
Seiyū: Megumi Toyoguchi 
Shira (jap. 尸良)
Seiyū: Shin’ichirō Miki 
Giichi (jap. 偽一)
Seiyū: Toshiyuki Morikawa 
Shinriji (jap. 真理路)
Seiyū: Yūya Uchida 

## Manga
Manga była publikowana w magazynie Afternoon wydawanym przez Kōdansha, rozdziały zostały zebrane w 30 tomów tankōbon i wydane między wrześniem 1994 a lutym 2013 roku. W Polsce mangę wydało wydawnictwo Egmont Polska (do 22 tomu).
W Japonii manga została wydana ponownie w piętnastu tomach shinsōban. W Polsce edycja ta jest wydawana przez Kotori od czerwca 2022.
| Nr | Język japoński       | Język japoński         | Język polski     | Język polski           |
| Nr | Data wydania         | ISBN                   | Data wydania     | ISBN                   |
| -- | -------------------- | ---------------------- | ---------------- | ---------------------- |
| 1  | 19 września 1994     | ISBN 978-4-06-314090-3 | lipiec 2004      | ISBN 83-237-9133-3     |
| 2  | 15 grudnia 1994      | ISBN 978-4-06-314101-6 | wrzesień 2004    | ISBN 83-237-9134-1     |
| 3  | 17 kwietnia 1995     | ISBN 978-4-06-314109-2 | grudzień 2004    | ISBN 83-237-9135-X     |
| 4  | 18 października 1995 | ISBN 978-4-06-314119-1 | luty 2005        | ISBN 83-237-9136-8     |
| 5  | 20 sierpnia 1996     | ISBN 978-4-06-314137-5 | kwiecień 2005    | ISBN 83-237-9137-6     |
| 6  | 19 czerwca 1997      | ISBN 978-4-06-314151-1 | czerwiec 2005    | ISBN 83-237-9138-4     |
| 7  | 16 października 1997 | ISBN 978-4-06-314165-8 | sierpień 2005    | ISBN 83-237-9139-2     |
| 8  | 17 lipca 1998        | ISBN 978-4-06-314183-2 | październik 2005 | ISBN 83-237-9140-6     |
| 9  | 18 czerwca 1999      | ISBN 978-4-06-314210-5 | październik 2006 | ISBN 83-237-2829-1     |
| 10 | 17 kwietnia 2000     | ISBN 978-4-06-314238-9 | listopad 2006    | ISBN 83-237-2830-5     |
| 11 | 19 stycznia 2001     | ISBN 978-4-06-314259-4 | luty 2007        | ISBN 978-83-237-2831-3 |
| 12 | 19 lutego 2002       | ISBN 978-4-06-314268-6 | maj 2007         | ISBN 978-83-2372-832-0 |
| 13 | 20 listopada 2002    | ISBN 978-4-06-314306-5 | listopad 2007    | ISBN 978-83-237-2974-7 |
| 14 | 17 lipca 2003        | ISBN 978-4-06-314326-3 | lipiec 2008      | ISBN 978-83-237-2414-8 |
| 15 | 23 stycznia 2004     | ISBN 978-4-06-314337-9 | wrzesień 2008    | ISBN 978-83-237-2415-5 |
| 16 | 21 maja 2004         | ISBN 978-4-06-314348-5 | lipiec 2008      | ISBN 978-83-237-2416-2 |
| 17 | 22 listopada 2004    | ISBN 978-4-06-314363-8 | styczeń 2009     | ISBN 978-83-237-2417-9 |
| 18 | 23 czerwca 2005      | ISBN 978-4-06-314380-5 | grudzień 2009    | ISBN 978-83-237-2418-6 |
| 19 | 21 kwietnia 2006     | ISBN 978-4-06-314409-3 | marzec 2010      | ISBN 978-83-237-3670-7 |
| 20 | 23 października 2006 | ISBN 978-4-06-314430-7 | lipiec 2010      | ISBN 978-83-237-2582-4 |
| 21 | 22 czerwca 2007      | ISBN 978-4-06-314455-0 | wrzesień 2011    | ISBN 978-83-237-3676-9 |
| 22 | 21 grudnia 2007      | ISBN 978-4-06-314480-2 | marzec 2012      | ISBN 978-83-237-3669-1 |
| 23 | 23 czerwca 2008      | ISBN 978-4-06-314509-0 | —                |                        |
| 24 | 23 lutego 2009       | ISBN 978-4-06-314548-9 | —                |                        |
| 25 | 23 września 2009     | ISBN 978-4-06-314591-5 | —                |                        |
| 26 | 21 maja 2010         | ISBN 978-4-06-310654-1 | —                |                        |
| 27 | 21 stycznia 2011     | ISBN 978-4-06-310722-7 | —                |                        |
| 28 | 21 października 2011 | ISBN 978-4-06-310775-3 | —                |                        |
| 29 | 23 maja 2012         | ISBN 978-4-06-387818-9 | —                |                        |
| 30 | 22 lutego 2013       | ISBN 978-4-06-387869-1 | —                |                        |

W maju 2019 roku podano do wiadomości, że powstanie sequel mangi, zatytułowany Mugen no jūnin: Bakumatsu no shō (jap. 無限の住人 ～幕末ノ章～), której pierwszy rozdział ukaże się w lipcowym numerze czasopisma „Gekkan Afternoon”; za scenariusz odpowiada Kenji Takigawa, natomiast za rysunki odpowiada Ryū Suenobu, natomiast Samura został określany jako osoba współpracująca przy powstawaniu.

## Anime
23 marca 2008 roku zapowiedziano powstanie animowanej adaptacji mangi w reżyserii Kōichi Mashimo. Anime zostało wyprodukowane przez studio Bee Train i było emitowane od 13 lipca do 28 grudnia na kanale AT-X.
| Tytuł                          | Wykonawca       | Źródło   |
| Czołówka                       | Czołówka        | Czołówka |
| ------------------------------ | --------------- | -------- |
| „Akai usagi” (jap. 赤井ウサギ) | Makura no sōshi |          |
| Napisy końcowa                 |                 |          |
| „Wants”                        | GRAPEVINE       |          |

### Nowa adaptacja
10 maja 2019 roku za pośrednictwem czasopisma „Gekkan Afternoon” ogłoszono powstawanie nowej adaptacji mangi, zatytułowanej Mugen no jūnin: Immortal (jap. 無限の住人-IMMORTAL-). Później zostało także podane do wiadomości, że będzie to adaptacja całej fabuły mangi. Za wyprodukowane serii odpowiadało studio Liden Films, za reżyserię Hiroshi Hamasaki, za kompozycję Makoto Fukami, za projekty postaci Shingo Ogiso, natomiast za muzykę Eiko Ishibashi. Kolejne odcinki miały swoją premierę na Amazon Prime Video.
| Tytuł               | Wykonawca | Źródło   |
| Czołówka            | Czołówka  | Czołówka |
| ------------------- | --------- | -------- |
| „Survive of Vision” | Kiyoharu  | [ 40 ]   |

## Film
Na podstawie mangi powstała adaptacja filmowa Miecz nieśmiertelnego, która miała swoją premierę w Japonii 29 kwietnia 2017 roku. Film został wyreżyserowany przez Takashiego Miike, scenariusz napisał Tetsuya Oishi, Takuya Kimura zagrał główną postać – Manji.
W Polsce film jest dostępny na platformie Netflix.